# Пахомовщина (Минская область)
Пахо́мовщина (бел. Пахо́маўшчына) — деревня в составе Добринёвского сельсовета Дзержинского района Минской области Беларуси. 

## География
Деревня расположена в 26 километрах от Дзержинска, 40 километрах от Минска и 26 километрах от железнодорожной станции Койданово.

### Гидрография
Река Олеховка.

## Название
Топоним Пахомовщина и схожее с ним Пахоменки (бел. Пахоменкі), являются производными от фамилии Пахоменко.

## История
Известна с середины XVIII века, как деревня в Минском повете Минского воеводства Великого княжества Литовского, владение Радзивиллов. После второго раздела Речи Посполитой в 1793 году, в составе Российской империи. В 1800 году насчитывается 5 дворов, проживают 48 жителя, собственность князя Доминика Радивила, позже принадлежала Гуттен-Чапским. В 1815 году проживал 31 житель мужского пола. В конце XIX век—начале XX века деревня находилась в составе Станьковской волости Минского уезда Минской губернии. В 1897 году, по данным первой всероссийской переписи в застенке Довнары — 8 дворов, 65 жителей, на односелии — 1 двор, 3 жителя, в лесной сторожке — 1 двор, 7 жителей. В 1917 году в застенке Пахомовщина — 9 дворов, 61 житель, в урочище Пахомовщина-1 — 3 двора, 10 жителей, в урочище Пахомовщина-2 — 3 двора, 14 жителей. С 9 марта 1918 года в составе провозглашённой Белорусской Народной Республики, однако фактически находилась под контролем германской военной администрации. С 1 января 1919 года в составе Советской Социалистической Республики Белоруссия, а с 27 февраля того же года в составе Литовско-Белорусской ССР, летом 1919 года деревня была занята польскими войсками, после подписания рижского мира — в составе Белорусской ССР.
С 20 августа 1924 года в составе Добринёвского сельсовета Койдановского района Минского округа. 15 марта 1932 года Койдановский район преобразован в Койдановский польский национальный район, который 26 июня был переименован в Дзержинский.  31 июля 1937 года Дзержинский национальный полрайон был упразднён, деревня Пахомовщина перешла в состав Минского района Минского округа, с 20 февраля 1938 года — в составе Минской области. 4 февраля 1939 года Дзержинский район был восстановлен. В 1926 году, по данным первой всесоюзной переписи в застенке проживал 58 житель.
В Великую Отечественную войну с 28 июня 1941 года до 7 июля 1944 года под немецко-фашистской оккупацией, во время войны на фронте погибли 4 жителей деревни. В 1960 году — 61 житель, в 1991 году — 7 хозяйств, 9 жителей; входила в колхоз «Коминтерн». По состоянию на 2009 год в составе ОАО «ММК-Агро» (центр — д. Добринёво).

## Население
| 48   | ↗ 75 | ↗ 85 | → 85 | ↘ 61 | ↘ 9 | ↗ 12 | ↘ 9 |
| 2009 | 2017 | 2018 | 2020 | 2022 |     |      |     |
| ↘ 5  | → 5  | → 5  | → 5  | ↘ 4  |     |      |     |